# W. Albert Noyes Jr.
Pour les articles homonymes, voir Noyes.
William Albert Noyes Jr. (18 avril 1898 - 25 novembre 1980), communément appelé W. Albert Noyes Jr., est un chimiste américain connu pour ses contributions à la photochimie. Pendant la Seconde Guerre mondiale, il est un chef de file dans les efforts de recherche de défense des États-Unis. Il préside le département de chimie de l'Université de Rochester, dirige plusieurs revues de chimie importantes et, tout au long de sa carrière, est une voix de premier plan pour la coopération scientifique internationale. Il est le fils du célèbre chimiste William A. Noyes ; ils sont le premier couple père-fils à remporter la médaille Priestley, la plus haute distinction décernée par l'American Chemical Society.

## Jeunesse
William Albert Noyes Jr. est né le 18 avril 1898 à Terre Haute, Indiana, fils du chimiste américain William A. Noyes, alors professeur au Rose Polytechnic Institute. Ses deux demi-frères cadets Richard (1919 - 1997) et Pierre (1923 - 2016), sont tous deux chimistes. Lorsque son père se voit offrir un poste au National Bureau of Standards, la famille déménage à Baltimore, Maryland, où Noyes accompagne souvent son père dans son laboratoire sur le campus de l'Université Johns-Hopkins. Là, le jeune Noyes rencontre d'éminents scientifiques et s'initie à la chimie. En 1907, lorsque son père obtient un poste de professeur à l'Université de l'Illinois, Noyes déménage à Urbana, dans l'Illinois, où il grandit.
Noyes s'inscrit au Grinnell College en 1914, mais s'enrôle dans l'armée en 1917, après l'entrée des États-Unis dans la Première Guerre mondiale. Il part en France, où il sert comme interprète et opérateur radio. Le Grinnell College lui décerne un baccalauréat à la fin de son enrôlement militaire en 1919. Il décide alors de s'inscrire à l'Université de Paris (Sorbonne), où il étudie dans le laboratoire d'Henry Le Chatelier et obtient son doctorat en chimie en 1920.

## Carrière
Noyes commence sa carrière scientifique et universitaire à l'Université de Californie à Berkeley, où il enseigne sous la direction de Joel Henry Hildebrand (en). En 1921, il rejoint la faculté de l'Université de Chicago, où il reste sept ans. En 1925, il participe à une conférence de la Faraday Society à Oxford, qui est qualifiée de "la plus importante réunion de photochimie jamais organisée". Là, il présente un article intitulé "La formation de composés polaires par réactions photochimiques". En 1929, il rejoint la faculté de l'Université Brown, où il continue de se forger une réputation d'expert de premier plan en photochimie. Au cours de cette période, il collabore avec Philip Leighton de l'Université de Stanford pour écrire un manuel reconnu, The Photochemistry of Gases, paru en 1941.
En 1938, Noyes accepte une offre de rejoindre l'Université de Rochester comme président du département de chimie. En 1940, il s'implique dans les efforts visant à aider les États-Unis à se préparer à leur entrée dans la Seconde Guerre mondiale en rencontrant régulièrement le Comité de recherche sur la défense nationale et diverses universités impliquées dans la recherche sur la défense. Après l'entrée en guerre des États-Unis, Noyes est nommé chef de la Division de la guerre chimique du nouveau Bureau de la recherche scientifique et du développement. Tout au long de la guerre, il continue à enseigner à Rochester tout en menant des recherches sur la défense, ce qui nécessite de fréquents voyages en Angleterre et ailleurs. Il est également rédacteur en chef de Chemical Reviews, un journal fondé par son père. Après la fin de la guerre, il retourne à Rochester à plein temps, où il est professeur de chimie "Charles Frederick Houghton" et reste directeur du département de chimie. En 1947, il sert un mandat en tant que président de l'American Chemical Society. En même temps, il joue un rôle important dans la promotion de la coopération scientifique internationale, principalement par son implication dans la formation de l'UNESCO,. Il est nommé doyen des études supérieures à Rochester en 1952, puis doyen par intérim du Collège des arts et des sciences en 1956. Il est également rédacteur en chef du Journal of the American Chemical Society de 1950 à 1962 et du Journal of Physical Chemistry de 1952 à 1964.
En 1963, Noyes rejoint la faculté de l'Université du Texas à Austin, où il continue à enseigner et à mener des recherches jusqu'à sa retraite en 1973.
Il est élu membre de l'Académie américaine des arts et des sciences (1931), de l'Académie nationale des sciences, (1943), de la Société américaine de philosophie (1947).
Il reçoit la Médaille Priestley (1954), le Prix Willard-Gibbs (1956) et le Prix Charles Lathrop Parsons (1970). Il est élu à l'Académie française des sciences (1975 .
En remportant la médaille Priestley, Noyes et son père sont le premier couple père-fils à remporter ce prix prestigieux. Son père l'a remporté en 1935.
En outre, l'Université de Rochester propose une série de conférences nommées en l'honneur de Noyes.